# Urubu cu cap roșu
Urubul cu cap roșu (Cathartes aura) sau vulturul-curcan este o pasăre răpitoare din familia Cathartidae. Una dintre cele trei specii ale genului Cathartes, urubul cu cap roșu este răspândit din sudul Canadei până la extremitatea sudică a Americii de Sud. Populează o varietate de zone deschise și semideschise, inclusiv păduri subtropicale, tufărișuri, pășuni și deșerturi.

## Taxonomie
Vulturul curcan și-a primit numele comun de la asemănarea capului roșu chel al adultului și a penajului închis la culoare cu cel al curcanului sălbatic mascul, în timp ce numele de „vultur” derivă din cuvântul latin vulturus, care înseamnă „care rupe sau sfâșie ceva”, și se referă la obiceiurile sale alimentare.
Plasarea taxonomică a vulturului-curcan și a celorlalte șase specii de vulturi din Lumea Nouă a fost fluctuantă. Deși ambele sunt asemănătoare ca aspect și au roluri ecologice similare, vulturii din Lumea Nouă și cei din Lumea Veche au evoluat din strămoși diferiți în diferite părți ale lumii. Unele autorități anterioare au sugerat că vulturii din Lumea Nouă sunt înrudiți mai strâns cu berzele. Autorități mai recente au menținut poziția lor generală în ordinul Falconiformes împreună cu vulturii din Lumea Veche sau i-au plasat în propriul lor ordin, Cathartiformes.
Cu toate acestea, studii genetice recente indică faptul că nici vulturii din Lumea Nouă, nici cei din Lumea Veche nu sunt apropiați de șoimi, nici vulturii din Lumea Nouă nu sunt apropiați de berze. O analiză din 2021 a genelor mitocondriale a sugerat o relație filogenetică mai puternică între Cathartiformes și familiile din Accipitriformes, iar acum genurile din Cathartiformes sunt incluse în mod normal în Accipitriformes sub familia Cathartidae.
Există cinci subspecii de vulturi-curcani:
- Cathartes aura aura
- Cathartes aura jota
- Cathartes aura meridionalis
- Cathartes aura ruficollis
- Cathartes aura septentrionalis

## Descriere

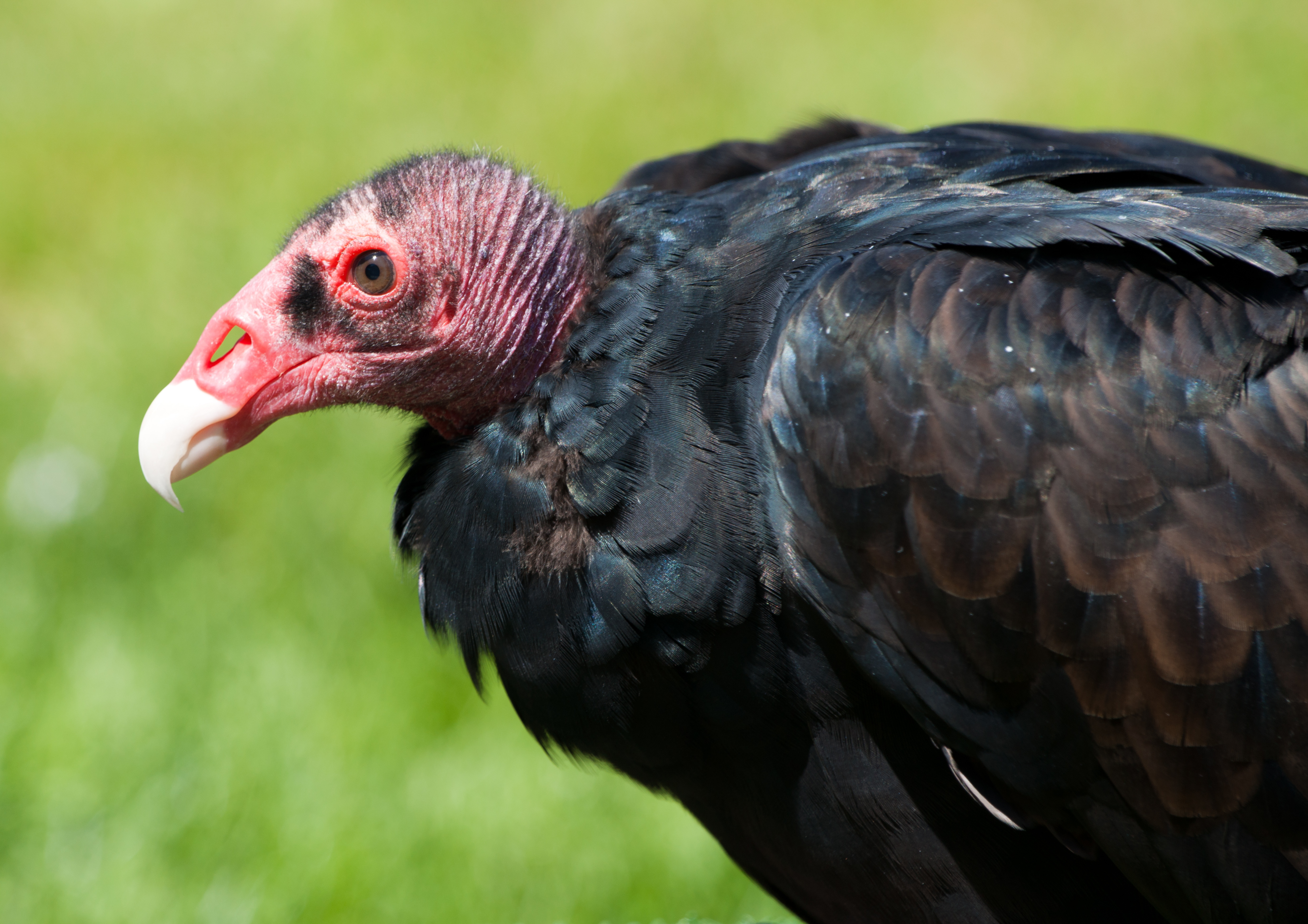
Ca toți vulturii din Lumea Nouă, urubu cu cap roșu nu are sept nazal

Pasăre mare, are o anvergură a aripilor de 160-183 cm, o lungime de 62-81 cm și o greutate cuprinsă între 0,8 și 2,41 kg. Păsările din limita nordică a arealului speciei sunt în medie mai mari decât vulturii din zona neotropică. Dimorfismul sexual este minim; sexele sunt identice în ceea ce privește penajul și coloritul și sunt similare ca mărime. Penele corpului sunt în cea mai mare parte maro-negru, dar penele de zbor de pe aripi par să fie argintii-cenușii pe dedesubt, contrastând cu căptușeala mai închisă a aripilor. Capul adultului este mic în raport cu corpul său și este de culoare roșie, cu puține sau fără pene. De asemenea, are un cioc relativ scurt, cârligat, de culoarea fildeșului. Irisul ochilor este gri-maroniu; picioarele au pielea roz, deși de obicei sunt colorate în alb. Ochiul are un singur rând incomplet de gene pe pleoapa superioară și două rânduri pe pleoapa inferioară.

## Distribuție și habitat
Vulturul-curcan are o arie de răspândire largă, cu o suprafață globală estimată la 28 milioane de km2. Este cel mai răspândit vultur din America și rivalizează cu vărul său, urubu negru, ca fiind cea mai abundentă pasăre răpitoare din lume. Populația sa globală este estimată la 18 milioane de indivizi. Se găsește în zone deschise și semideschise din întreaga Americă, din sudul Canadei până la Capul Horn. Este un rezident permanent în sudul Statelor Unite, deși păsările nordice pot migra până în sudul Americii de Sud. Vulturul-curcan este răspândit în aproape toate habitatele americane, dar are tendința de a prezenta preferințe particulare de habitat. Se găsește cel mai frecvent în zone relativ deschise care se juxtapun cu păduri, care sunt importante pentru cuibărit. În plus, vulturii-curcani din America de Nord evită, în general, zonele împădurite închise care le-ar putea împiedica capacitatea de a-și lua zborul și tind să favorizeze adesea zonele de deal sau de munte joase care facilitează zborul cu mai puțin efort. Se pot adapta la păduri tropicale și subtropicale, tufărișuri, deșerturi și semideșerturi, zone umede și podișuri.

## Comportament
Vulturul-curcan este gregar⁠(d) și se adăpostește în grupuri mari, despărțindu-se pentru a căuta hrană independent în timpul zilei. Câteva sute de vulturi se pot adăposti în grupuri comune, care uneori includ și urubi negri. Vulturul se adăpostește adesea pe copaci morți, fără frunze, precum și pe conifere cu densitate redusă și se adăpostește, de asemenea, pe structuri artificiale. Deși cuibărește în peșteri, nu intră în ele decât în timpul sezonului de reproducere. Vulturul-curcan își scade temperatura corpului în timpul nopții cu aproximativ 6 °C, până la 34 °C, devenind ușor hipotermic.

### Hrană
Vulturul-curcan se hrănește în principal cu o mare varietate de cadavre de animale, de la mamifere mici (cum ar fi șoareci și chițcani) până la animale mari (cum ar fi ungulatele), preferându-le pe cele recent moarte și evitând cadavrele care au ajuns în punctul de putrefacție. Rareori se pot hrăni cu materii vegetale, vegetație de mal, dovleac, struguri, ienupăr, nucă de cocos și alte culturi, broaște vii, insecte vii și alte nevertebrate. În America de Sud, vulturii-curcani au fost fotografiați hrănindu-se cu fructele palmierului de ulei. Rar, dacă o fac vreodată, ucid prada; atunci când o fac, prada constă în pui mici și slabi sau indivizi foarte bolnavi ai diferitelor animale.
Au fost observați mâncând excremente de coiot, de leu de mare⁠(d) și de animale domestice. Vulturul-curcan poate fi adesea văzut pe marginea drumurilor, hrănindu-se cu animale moarte pe șosea, sau în apropierea corpurilor de apă, hrănindu-se cu resturi de pești. Vine uneori la gropile de gunoi, dar, în general, este un tip de necrofag destul de diferit de urubul negru. Ca și alți vulturi, joacă un rol important în ecosistem prin eliminarea cadavrelor, care altfel ar fi un teren propice pentru boli.

## Galerie

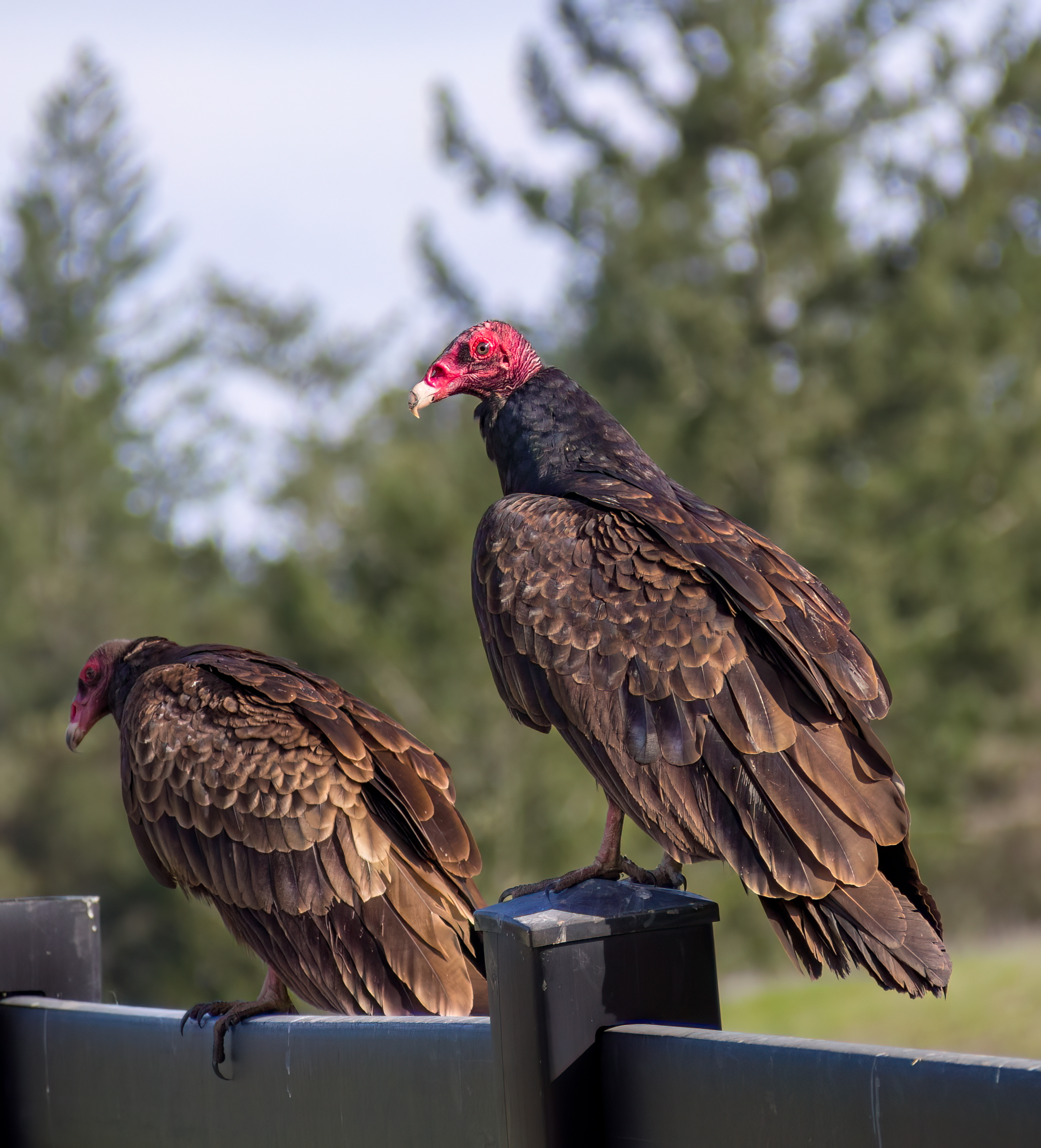
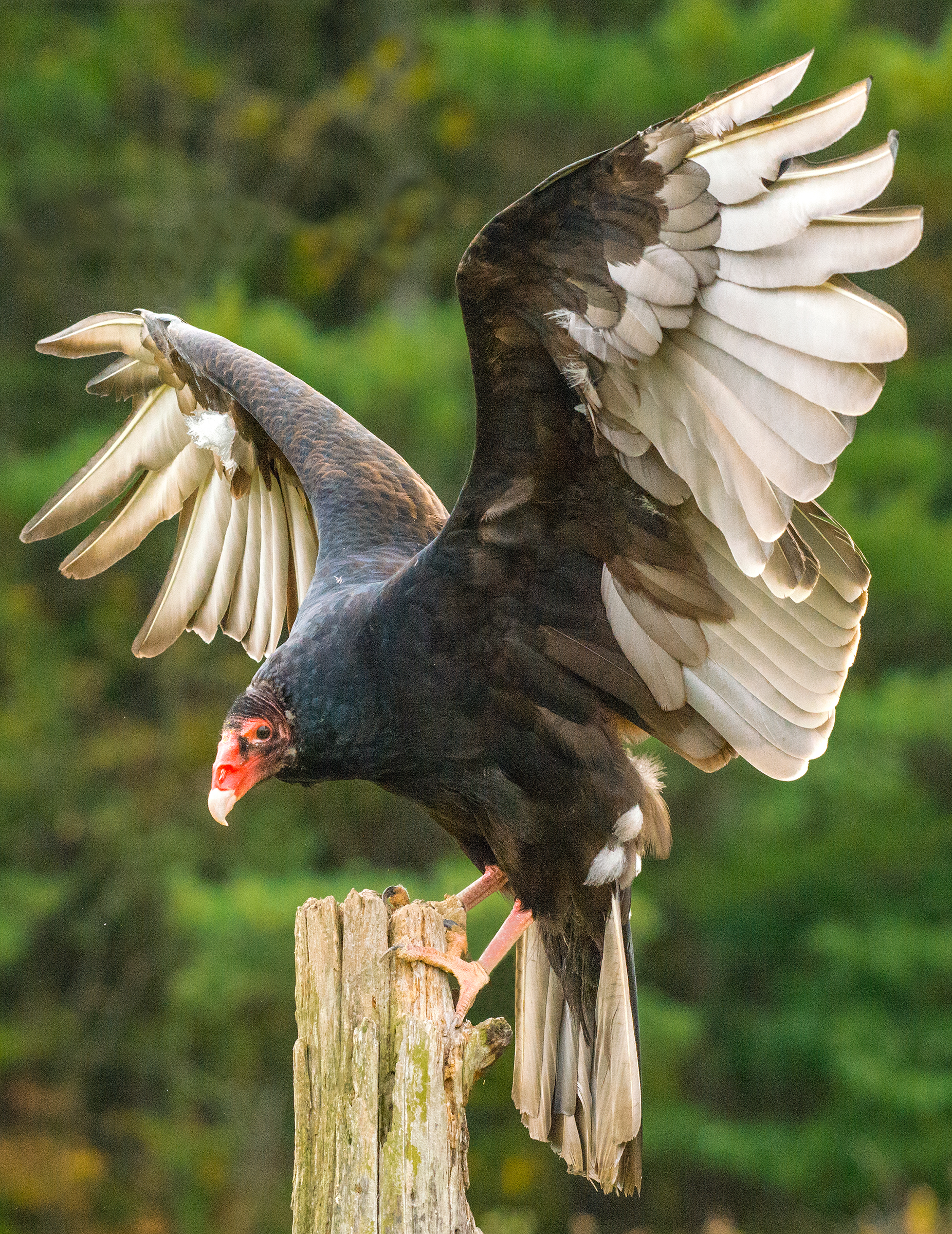
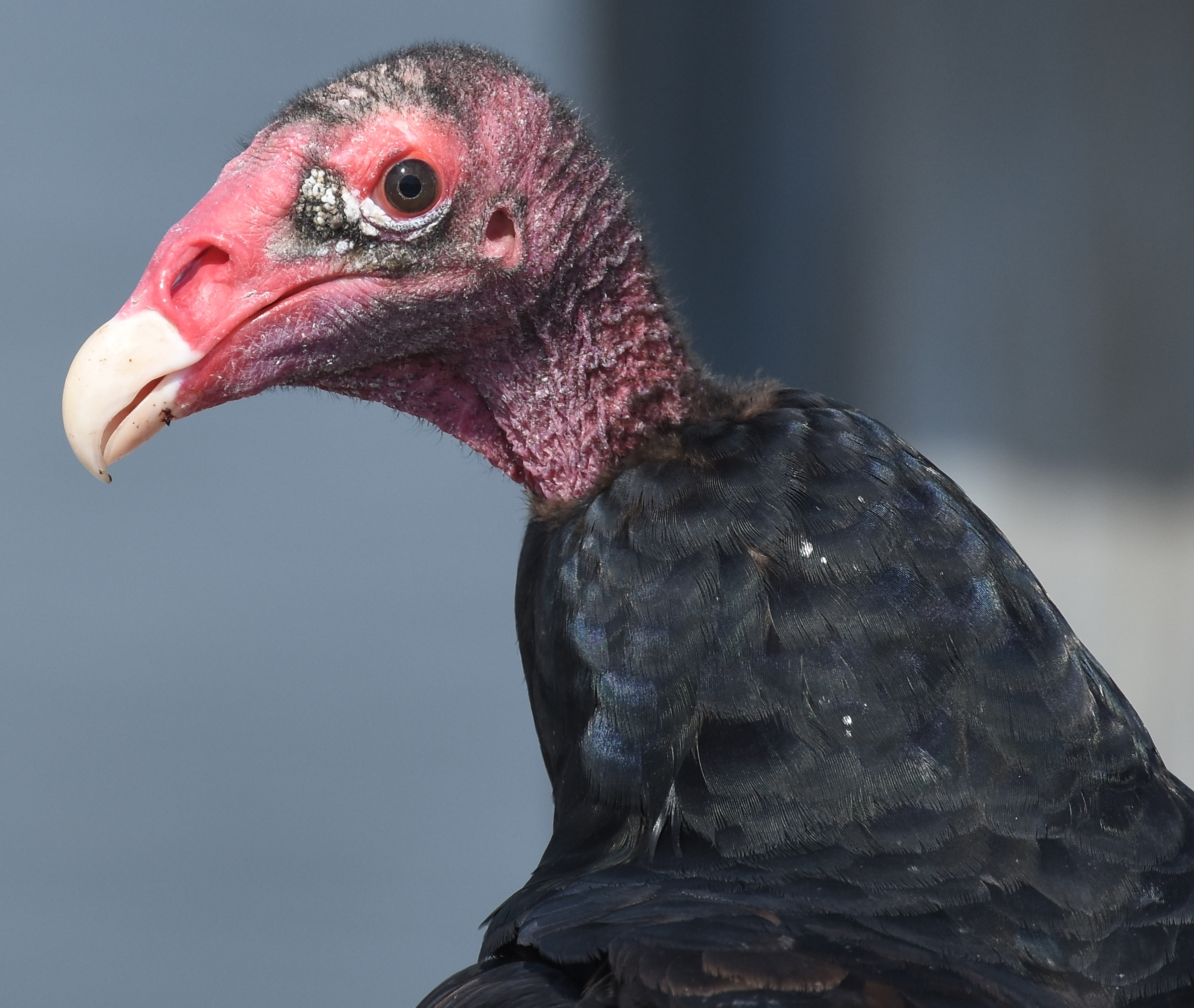
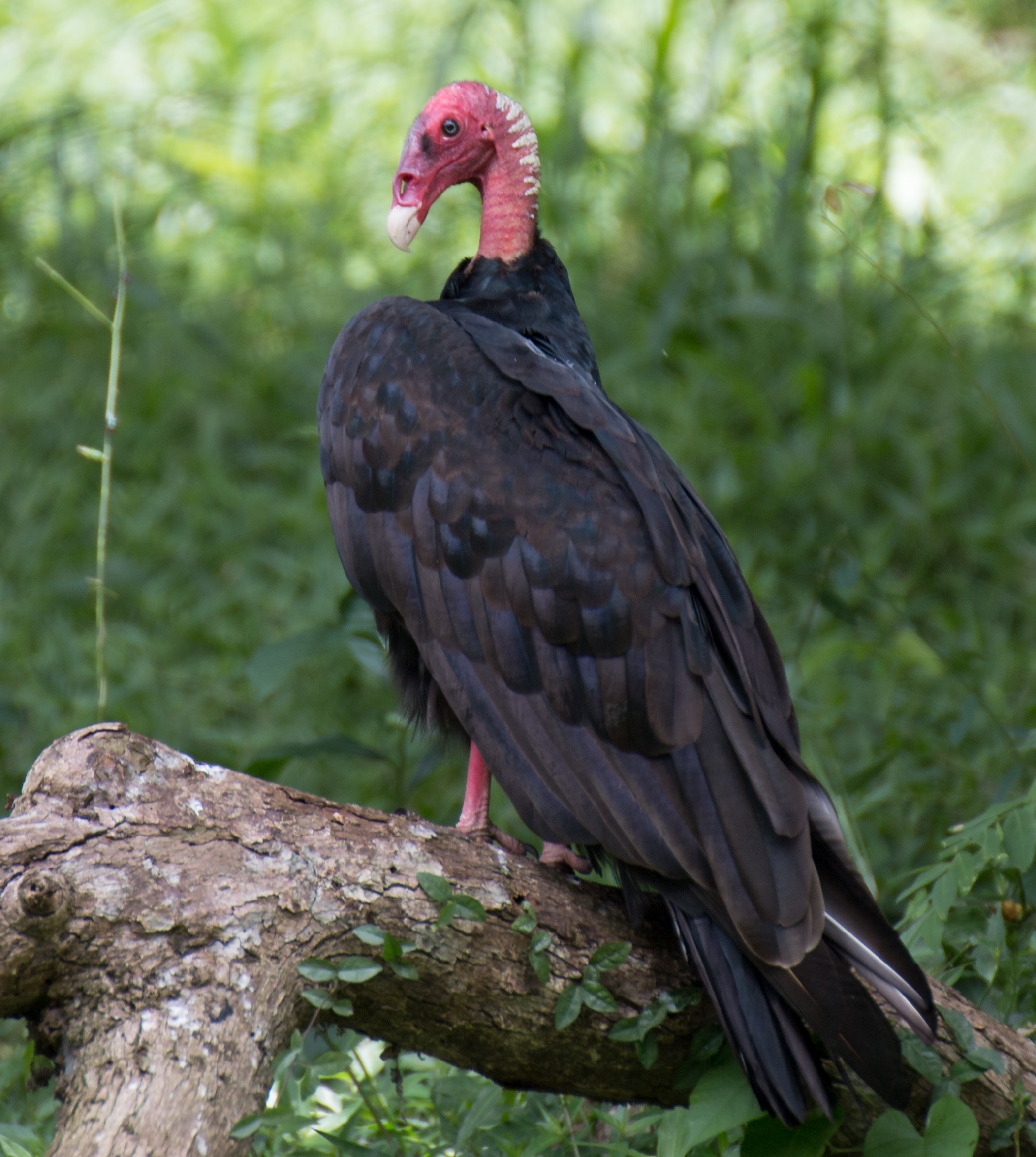